# Grote Scheldeprijs 1997
Il Grote Scheldeprijs 1997, ottantatreesima edizione della corsa, si svolse il 23 aprile per un percorso con partenza ad Anversa ed arrivo a Schoten. Fu vinto dal tedesco Erik Zabel della squadra Deutsche Telekom davanti ai belgi Johan Museeuw e Andrei Tchmil.

## Ordine d'arrivo (Top 10)
| Pos. | Corridore         | Squadra                   | Tempo    |
| ---- | ----------------- | ------------------------- | -------- |
| 1    | Erik Zabel        | Team Deutsche Telekom     | 4h30'00" |
| 2    | Johan Museeuw     | Mapei-GB                  | s.t.     |
| 3    | Andrei Tchmil     | Lotto-Mobistar-Isoglass   | s.t.     |
| 4    | Danny Daelman     | Palmans-Lystex            | s.t.     |
| 5    | Jeroen Blijlevens | TVM-Farm Frites           | s.t.     |
| 6    | Jaan Kirsipuu     | Casino-C'est votre équipe | s.t.     |
| 7    | Andreas Klier     | Team Nürnberger           | s.t.     |
| 8    | Aart Vierhouten   | Rabobank                  | s.t.     |
| 9    | Mario Traversoni  | Mercatone Uno-Wega        | s.t.     |
| 10   | Lars Michaelsen   | TVM-Farm Frites           | s.t.     |